# Der Diktator
Der Diktator ist eine US-amerikanische Filmkomödie aus dem Jahr 2012. Sie wurde vom britischen Komiker Sacha Baron Cohen geschrieben, der auch die titelgebende Hauptrolle spielt. Cohens vierter Spielfilm „erzählt die Geschichte eines Diktators, der sein Leben riskiert, um sicherzustellen, dass die Demokratie sein Land, das er so liebevoll unterdrückt, nie heimsuchen wird.“ Regie führte erneut Larry Charles, der bereits bei den Filmen Borat – Kulturelle Lernung von Amerika, um Benefiz für glorreiche Nation von Kasachstan zu machen und Brüno mit Cohen gearbeitet hat.

## Handlung
Admiral General Aladeen regiert diktatorisch in der Republik Wadiya, einem fiktiven Land in den Grenzen von Eritrea, das zahlreiche Klischees realer Staaten in sich vereinigt. Aladeen führt ein despotisches Regime und reagiert schon auf geringfügige Vergehen seiner Untertanen mit einer Handbewegung, die das Köpfen symbolisiert. Durch seinen Reichtum kann er sich sexuelle Eskapaden, auch mit prominenten Showgrößen wie Megan Fox, erlauben. Allerdings fehlt ihm neben dem Sex die menschliche Nähe. Die westlichen Länder drohen Aladeen mit Krieg, falls er nicht vor der UN eine Stellungnahme zu seinem Vorhaben, Atomwaffen herzustellen, abgibt.
Um sich vor den Vereinten Nationen zu den Gerüchten zu äußern, dass sein Land Atomwaffen entwickle, reist Aladeen nach New York. Bei dieser Gelegenheit wird er im Auftrag seines verräterischen Onkels und Sicherheitschefs Tamir entführt. Der Bart des Diktators wird abgeschnitten und er wird durch einen Doppelgänger, einen einfältigen wadiyischen Ziegenhirten, ersetzt. Der wahre Aladeen kann aus dem Folterkeller fliehen und versucht zu seiner Delegation zu gelangen und seine Rolle wieder einzunehmen, was ihm aufgrund der Sicherheitsauflagen, seines verlorenen Bartes und seiner verlorenen Kleidung nicht gelingt.
Die linksalternative Politaktivistin Zoey, die einen veganen Bioladen führt, rettet ihn unterdessen vor einer Auseinandersetzung mit der Polizei und bietet ihm an, in ihrem Laden zu arbeiten. Aladeen lehnt zunächst empört ab. Bei seinem Streifzug durch New York entdeckt er ein Restaurant mit wadiyischen Exilanten. Dort erfährt er, dass seine zum Tode verurteilten Untertanen nicht wirklich hingerichtet, sondern außer Landes geschafft wurden und sich im New Yorker Exil eine neue Existenz aufgebaut haben. Er trifft hier auch Nadal wieder, den Chef seines Atomwaffenprogramms. Dieser will Aladeen bei der Rückeroberung seiner Macht helfen, wenn er dafür seine Atombombe bauen darf.
Aladeens Onkel gibt unterdessen mithilfe des Doppelgängers bekannt, dass Wadiya demokratisch werden soll. Die Verfassung solle im Beisein der UN-Mitglieder unterzeichnet werden. Dahinter stecken jedoch Tamirs eigennützige Interessen, die Ölrechte des Landes zu verkaufen.
Aladeen nimmt den Job bei Zoey an, um sich Zugang zur UN zu verschaffen, da Zoeys Partyservice als Caterer der UN-Veranstaltung engagiert wurde. Zoey bringt Aladeen das Masturbieren bei, da er sich bisher nur durch Sex mit anderen Personen befriedigt hat. Kurz darauf wird der Laden von einer Saboteurin, die von Greenworld, Zoeys Konkurrenz, angeheuert wurde (in der Unrated-Fassung handelt es sich um eine Auftragsmörderin im Dienste Tamirs), verwüstet und Aladeen verletzt. Er kann sie ausschalten, Zoey und der Laden geraten aber dennoch in Misskredit. Es gelingt ihm, mit drastischen Mitteln die Ladenführung profitabel zu straffen, dabei kommt ihm seine Erfahrung als Diktator zugute. Der Versuch, über den Auftrag als Caterer des Hotels an seinen Platz zu gelangen, scheitert jedoch. Es gelingt ihm schließlich mithilfe einer von Nadal gebauten Enterseil-Kanone, mit der er sich mit erheblichen Schwierigkeiten vom Dach des Nachbarhauses zu seinem Apartment hangeln kann. Dort versteckt er seinen Doppelgänger und nimmt seine alte Rolle wieder ein.
In seiner Rede zerreißt er zunächst die demokratische Verfassung, lässt Tamir verhaften und spricht sich gegen die Demokratie aus. Stattdessen wirbt er für die Diktatur und stellt deren zahlreiche Vorzüge dar, worauf sich zahlreiche UN-Delegierte schweigend ansehen.

„Wieso seid ihr alle so gegen Diktatoren? Stellt euch vor, Amerika wäre diktatorisch geführt. Ihr könntet den gesamten Reichtum des Landes auf nur 1 % der Bevölkerung verteilen. Ihr könntet Euren reichen Freunden helfen, noch reicher zu werden, indem Ihr deren Steuern senkt und sie finanziell unterstützen, wenn sie an den Börsen alles verzockt haben. Ihr könntet das Bedürfnis der Armen nach Gesundheitsfürsorge und Bildung ignorieren. Eure Medien könnten vortäuschen, frei zu sein, würden aber insgeheim von einer Person und deren Familie gelenkt. Ihr könntet Telefone abhören lassen. Ihr könntet ausländische Gefangene foltern. Ihr könntet Wahlen manipulieren. Ihr könntet Lügen erfinden, um Kriege zu beginnen. Ihr könntet Eure Gefängnisse mit einer bestimmten ethnischen Gruppe füllen und keiner würde sich beschweren. Ihr könntet die Menschen durch die Medien so sehr verängstigen, dass sie eine Politik unterstützen, die nicht ansatzweise ihre Interessen vertritt. Ich weiß, Euch Amerikanern fällt es schwer sich das vorzustellen. Aber bitte versucht es.“

Als Zoey, in die Aladeen sich inzwischen verliebt hat, bei der Rede auftaucht, ändert sich jedoch seine Stimmung und er vermischt ihre Eigenschaften mit denen der Demokratie. Schließlich erklärt er am Schluss seiner Rede der Demokratie seine Liebe und gibt bekannt, dass er die Demokratie in seinem Land einführen will. In Wadiya finden Wahlen statt, die manipuliert eine knapp 99%ige Mehrheit für Aladeen ergeben. Als neugewählter Präsident heiratet er Zoey, die sich bei der Trauungszeremonie als Jüdin outet, worauf er mit der bekannten Handbewegung reagiert. In Szenen während des Abspanns erfährt man, dass Nadal und Aladeen weiter an ihrer Bombe bauen und Zoey ein Kind von Aladeen erwartet:

„Wird es ein Junge oder eine Abtreibung?“

## Hintergrund
Der Film soll laut Marketing durch den Roman Zabibah und der König des hingerichteten irakischen Diktators Saddam Hussein inspiriert worden sein. Vor Beginn des Films ist in einer Einblendung „In stillem Gedenken an Kim Jong-il“ zu lesen.
Die Außenaufnahmen wurden auf der Plaza de España in Sevilla und auf der Insel Fuerteventura, beides Spanien, gedreht.
Sequenzen, die einen Realitätsbezug herstellen sollen und den US-Präsidenten Barack Obama sowie den britischen Premierminister David Cameron bei Fernsehansprachen zeigen, stammen aus der Zeit des Internationalen Militäreinsatzes in Libyen infolge der Resolution 1973 des UN-Sicherheitsrates. Auch Aufnahmen der US-Außenministerin Hillary Clinton werden verwendet, in denen sie sich über Syriens Präsident Baschar al-Assad äußert.
Bei den Filmfestspielen von Cannes 2012 veranstaltete Sacha Baron Cohen mit Elisabetta Canalis eine Werbekampagne für den Film, während der er den in seiner Filmrolle typischen Klamauk dieser Figur für die Presse zur Schau stellte.

### Zensur
In Tadschikistan, Turkmenistan und in Belarus wurde der Film verboten.
In Kasachstan wurde der Film zwei Wochen nach seiner Premiere verboten.

## Kritik
„Cohen schafft es wieder, die Grenze zur Peinlichkeit zu überschreiten. Das ist manchmal komisch. Doch wenn die israelische UN-Delegation mit Urin übergossen wird, ist es nur noch eklig. Viele Gags zielen eindeutig unter die Gürtellinie. Sonderlich erhellend ist das für die Zuschauer diesmal nicht. Dieser ‚Diktator‘ ist eher pubertär als politisch.“

„Eine nur bedingt komische Sketchparade ohne rechten Biss. Statt eine Kunstfigur auf reale Menschen loszulassen, veranstaltet der Filmemacher diesmal eine rein fiktive Farce, der nur gelegentlich einige satirische Spitzen gelingen.“

„Der Diktator ist … ein dramaturgisch zugespitztes Gagfeuerwerk, das allerdings weniger mit Borat als mit der Nackten Kanone gemein hat. Baron Cohen und Charles verlassen die unberechenbaren Pfade der Mockumentary und liefern lediglich einen inszenierten Spielfilm, der […] prominent besetzt ist. Der anarchische Charme des Guerilla-Filmemachens versickert im derben, aber harmlosen Fäkalhumor.“

## Trivia
Am Anfang des Filmes ist eine Karte zu sehen, die die Grenzen der Republik Wadiya zeigen soll; sie zeigt in Wirklichkeit die Grenze des Staates Eritrea. Anhand seiner Persönlichkeit, insbesondere der weiblichen Leibwache, sind Ähnlichkeiten zum ehemaligen libyschen Diktator Muammar al-Gaddafi erkennbar.

## Soundtrack
Der Soundtrack wurde am 8. Mai 2012 veröffentlicht.
1. The Next Episode – Aiwa, Mr Tibbz & Admiral General Aladeen
2. Ila Nzour Nebra – Jalal Hamdaoui & Driver
3. Habibi – Ali Hassan Kuban
4. Everybody Hurts – Mc Rai (vgl. Raï)
5. Wahrane Wahrane – Cheb Khaled
6. 9 to 5 – Michelle J. Nasser
7. Goulou L’Mama – Jalal Hamdaoui & Cheb Rayan
8. The Song of Admiral General Sargeant Aladeen – Erran Baron Cohen feat. Omar Fadel
9. Let’s Get It On – Mohamed Amer
10. Raoui – Souad Massi
11. Money’s On the Dresser – Erran Baron Cohen feat. Jules Brookes
12. Our Beloved Leader – The Aladeenies